# غيبسوم (كولورادو)
غيبسوم (بالإنجليزية: Gypsum, Colorado)‏ هي بلدة تقع في مقاطعة إيغل، كولورادو بولاية كولورادو في الولايات المتحدة. تبلغ مساحتها 9.5 (كم²)، وترتفع عن سطح البحر 1924 م، بلغ عدد سكانها 6477 نسمة في عام 2010 حسب إحصاء مكتب تعداد الولايات المتحدة وتصل الكثافة السكانية فيها 681.8 نسمة/كم2.

## وصلات خارجية
- Town of Gypsum
- The US50 - Cities and Towns in Colorado State
- Colorado Cities and Towns, Facts, Map, Flag, Colleges, Government, and More